# 南牡蒿
南牡蒿（学名：Artemisia eriopoda）为菊科蒿属的植物。分布在蒙古、日本、朝鲜以及中国大陆的河北、内蒙古、河南、辽宁、山西、安徽、云南、山东、陕西、湖北、江苏、四川、吉林、湖南等地，生长于海拔1,500米的地区，多生长在灌丛、林缘、林中空地、森林草原与山地草原地区、疏林内、路旁、草坡、溪边以及局部地区为植物群落的主要伴生种，目前尚未由人工引种栽培。

## 别名
牡蒿（北京植物志），拔拉蒿（山东青岛），黄蒿（山西、内蒙古），一枝蒿（山西），米蒿（河北、山西）中，“乌苏力格-沙里尔日”（蒙语名）

## 异名
- Artemisia eriopoda Bunge ssp. jiagedaqiensis G. Y. Chang et X. J. Liu
- Artemisia eriopoda Bunge var. gansuensis Ling et Y. R. Ling
- Artemisia eriopoda Bunge var. maritima Ling et Y. R. Ling
- Artemisia eriopoda Bunge var. rotundifolia (Deb.) W. Wang
- Artemisia eriopoda Bunge var. shanxiensis Y. R. Ling